# Mardik Mardikian
Mardik Kevork Mardikian (in arabo مارديك كيفورك مارديكيان‎?, in armeno Մարտիկ Գեւորք Մարտիկեան?; Laodicea, 14 marzo 1992) è un calciatore siriano, attaccante dell'Al-Jazira e della nazionale siriana.

## Biografia
È di etnia armena. Suo padre Kevork Mardikian è considerato uno dei migliori calciatori siriani di sempre.

## Carriera

### Nazionale
Con la nazionale siriana ha preso parte alla Coppa d'Asia 2019.

## Statistiche

### Cronologia presenze e reti in Nazionale
| Cronologia completa delle presenze e delle reti in nazionale ― Siria | Cronologia completa delle presenze e delle reti in nazionale ― Siria | Cronologia completa delle presenze e delle reti in nazionale ― Siria | Cronologia completa delle presenze e delle reti in nazionale ― Siria | Cronologia completa delle presenze e delle reti in nazionale ― Siria | Cronologia completa delle presenze e delle reti in nazionale ― Siria | Cronologia completa delle presenze e delle reti in nazionale ― Siria | Cronologia completa delle presenze e delle reti in nazionale ― Siria |
| Data                                                                 | Città                                                                | In casa                                                              | Risultato                                                            | Ospiti                                                               | Competizione                                                         | Reti                                                                 | Note                                                                 |
| -------------------------------------------------------------------- | -------------------------------------------------------------------- | -------------------------------------------------------------------- | -------------------------------------------------------------------- | -------------------------------------------------------------------- | -------------------------------------------------------------------- | -------------------------------------------------------------------- | -------------------------------------------------------------------- |
| 10-01-2019                                                           | al-'Ayn                                                              | Giordania                                                            | 2 – 0                                                                | Siria                                                                | Coppa d'Asia 2019 - 1º turno                                         | -                                                                    | 2’ 46’                                                               |
| Totale                                                               |                                                                      | Presenze                                                             | 1                                                                    |                                                                      | Reti                                                                 | 0                                                                    |                                                                      |